# اشتالوانگ
اشتالوانگ (به آلمانی: Stallwang) یک شهر در آلمان است که در بایرن واقع شده‌است.

## خصوصیات
اشتالوانگ ۲۰٫۵۹ کیلومترمربع مساحت دارد ۳۵۰-۶۹۷ متر بالاتر از سطح دریا واقع شده‌است.